# 朱繼祚
朱继祚（1593年—1649年），字立望，號胤岡，福建莆田人。明末政治人物。

## 生平
万历四十七年（1619年），中进士，改庶吉士，授翰林院编修。崇祯时，累升右春坊右庶子兼翰林院侍读，四年任会试同考官。历任礼部右侍郎、南京礼部尚书。因人言罢官。
南明弘光帝时，重新启用。后隆武帝召为东阁大学士。隆武帝逝，朱继祚被清軍俘後釋放。鲁王監國時，朱继祚在家乡莆田举兵响应，顺治五年七月兵敗被俘，六年正月初十日在福州就义。乾隆四十一年，追謚忠節。

## 家族
曾祖朱文兴，封员外、給事。祖父朱鸿阳，浙江布政使。父朱士隆，邑庠生。

## 延伸阅读
[在维基数据编辑]
 《明史卷二百七十六》，出自《明史》